# Stc Gruppe
Saudi Telecom Company (abgekürzt stc Gruppe; arabisch شركة الاتصالات السعودية, DMG šarikat al-ittiṣālāt as-saʿūdīya) ist ein saudi-arabisches Telekommunikationsunternehmen, das 1998 gegründet wurde. Die stc Group bietet IKT-Dienstleistungen im Königreich Saudi-Arabien, im gesamten Nahen Osten und in Europa an. Die Gruppe bietet Festnetz- und Festnetzinfrastrukturen, Mobilfunk- und Datendienste sowie Breitbanddienste an und Cloud Computing-Dienste. Die stc Group bietet auch Online-Zahlungen, Telekommunikation, IOT, 5G, E-Gaming, Cybersicherheit, digitale Unterhaltung und Fintech an.

## Geschichte
Die Saudi Telecommunication Company (stc) wurde am 21. April 1998 als saudische Aktiengesellschaft gegründet und nahm am 2. Mai 1998 ihre Tätigkeit in ganz Saudi-Arabien auf.
Das Unternehmen schloss seinen Börsengang (IPO) im Januar 2003 ab.
2005 hat stc das 3G- und 3,5G-Mobilfunknetz eingeführt und die Zahl der Kunden erreichte 10 Millionen.
2017 lancierte stc den InspireU Business Accelerator sowie den STV Investment Fund, der in kleine und mittlere Unternehmen in den Bereichen Kommunikation und Informationstechnologie investiert. Im selben Jahr wurde auch die „Saudi Digital Payments Company“ (stc Pay) gegründet, die heute „stc Bank“ heißt.
Im Jahr 2019 hat stc sein neues Logo eingeführt, das Mobilfunkantennenunternehmen „Tawal“ gegründet, 5G-Dienste eingeführt, und das internationale Sukuk Programm im Wert von 5 Milliarden Dollar gestartet.
Im Jahr 2020 erhielt die stc Bank ihre Lizenz als E-Geld-Institut (EMI). Western Union kaufte bald darauf 15 % der Aktien zu einem Wert von 1,3 Milliarden US-Dollar und machte stc Pay damit zum ersten und größten Fintech-Einhorn im Nahen Osten.
Im Juni 2021 genehmigte die Saudi Central Bank die Umwandlung von stc Pay in eine digitale Bank. Im Oktober 2021 ersetzte der Konzern alle seine 3G-Netze durch 5G. Saudi-Arabiens Öffentlicher Investitionsfonds (PIF) verkaufte 120 Millionen Aktien der Saudi Telecom Company (stc) für 3,2 Milliarden US-Dollar nach Abschluss eines sekundären Aktienangebots der stc Group.
Im Februar 2022 erwarb die stc-Tochter TAWAL das pakistanische Mobilfunkantennenunternehmen AWAL Telecom Private Limited. AWAL wurde in TAWAL Pakistan umbenannt.
2022 gründete stc SCCC über ein Joint Venture mit Alibaba Cloud, um Cloud-Computing-Dienste in Saudi-Arabien anzubieten. Die stc Group gründete auch center3, ein Unternehmen für digitale Infrastrukturanlagen, und iot squared, das IoT-Dienste anbietet.
Im August desselben Jahres nahm TAWAL offiziell den Betrieb in Europa auf.  Im Jahr 2023 erreichte die 5G-Netzabdeckung 50 % der Bevölkerung des Königreichs Saudi-Arabien, und mehr als 3,2 Millionen Haushalte waren an Glasfaserkabel angeschlossen. Die Gruppe hat auch ihren Corporate Investment Fund (CIF) lanciert, der in Early-Stage-Startups in den Bereichen Cybersicherheit, KI, digitales Gaming, IoT und Blockchain investiert.
Im September 2023 wurde bekannt gegeben, dass die stc Group einen Anteil von 9,9 % an dem multinationalen Telekommunikationsunternehmen Telefónica erworben hat. Das Geschäft hatte ein Volumen von 2,1 Mrd. Euro.
2024 wurde die stc Group in die Liste der 500 wertvollsten Marken der Welt aufgenommen und konnte auch im vierten Jahr in Folge ihre Position als wertvollste Marke im Telekommunikationssektor im Nahen Osten behaupten.